# Popillia uchidai
Popillia uchidai är en skalbaggsart som beskrevs av Niijima och Sôichirô Kinoshita 1923. Popillia uchidai ingår i släktet Popillia och familjen Rutelidae. Inga underarter finns listade i Catalogue of Life.